# الانتخابات البرلمانية العراقية (1928)
أُجريت الانتخابات البرلمانية في العراق عام 1928، وكان يوم 9 مايو هو اليوم الأخير للتصويت، حيث أُنتخب أعضاء مجلس النواب العراقي. وكانت هذه الانتخابات الثانية التي تُجرى بموجب دستور 1925.
أُثيرت العديد من الشكاوى حول نزاهة الانتخابات وطريقة إدارتها من قبل الحكومة، حيث جمع بعض المرشحين أدلة على حدوث تلاعب في الأصوات. كما بعث حزبا الاستقلال والحزب الوطني العراقي رسالة إلى رئيس وزراء بريطانيا، متهمين الحكومة العراقية بخرق القانون الانتخابي، وطالبوا بالتحقيق في الأمر، وعرضوا تغطية تكاليف التحقيق. ومع ذلك، انعقد المجلس المنتخب حديثًا في 13 مايو 1928، وانتخب عبد العزيز القصاب، وزير الداخلية في حكومة السعدون، رئيسًا للمجلس.

## الأحزاب المتنافسة
كانت الفئة الموالية للحكومة تتمثل في حزب التقدم، الذي أسسه عبد المحسن السعدون عام 1925. في المقابل، كان حزب الشعب بقيادة ياسين الهاشمي الفصيل المعارض الرئيسي، حيث كان معروفًا بمعارضته للمعاهدة البريطانية العراقية لعام 1922. كما شارك حزبا الاستقلال والحزب الوطني العراقي كأحزاب معارضة.

## النتائج
أسفرت الانتخابات عن فوز كبير لحزب الحكومة، مما مكّن السعدون من البقاء في منصب رئيس الوزراء.

## ما بعد الانتخابات
في 23 مارس 1930، تولّى نوري السعيد منصب رئيس الوزراء للمرة الأولى. وذلك بعد انتحار السعدون واستقالة السويدي، وبدأ على الفور مفاوضات مع الحكومة البريطانية لاستبدال معاهدة 1922 باتفاق جديد منصف للعراق، ما أدى إلى توقيع المعاهدة البريطانية العراقية 1930، والتي كانت تهدف إلى تمهيد الطريق لانضمام المملكة العراقية كدولة مستقلة إلى عصبة الأمم. واقترحت الحكومة عرض المعاهدة الجديدة على البرلمان الجديد لمناقشتها والتصويت عليها. وُقعت المعاهدة الجديدة بين الحكومتين العراقية والبريطانية في 30 يونيو 1928، وفي اليوم التالي تم حل البرلمان، وبدأت حكومة السعيد التحضير لانتخابات جديدة.